# 圖爾基·本·賽義德
圖爾基·本·賽義德（Turki bin Said，阿拉伯语：‎，1832年—1888年）是馬斯喀特和阿曼蘇丹，賽義德·本·蘇丹之子。1871年至1888年在位。

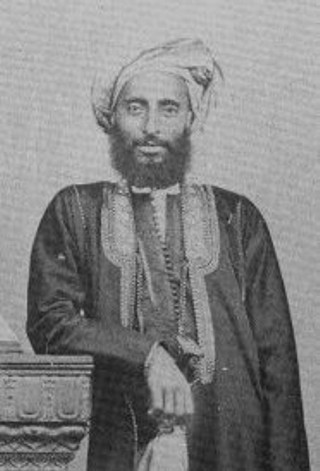
圖爾基·本·賽義德

圖爾基·本·賽義德是馬吉德·本·賽義德與蘇韋尼·本·賽義德的兄弟，馬吉德和蘇韋尼在他們的父親賽義德·本·蘇丹去世後瓜分了阿曼帝國。蘇韋尼在1866年去世，他的兒子塞利姆·本·蘇韋尼在位僅兩年就被遠房堂親阿贊·本·卡伊斯篡位。圖爾基·本·賽義德在1870年的當克戰役擊敗阿贊·本·卡伊斯，後者在隔年初戰死，圖爾基即位成為蘇丹。他在位十七年，在1888年去世，傳位給兒子費薩爾·本·圖爾基。